# 이량 (스크라이드)
이량(イーリャン)은 스크라이드의 등장인물이다.

## 소개
마틴 지그말의 아들이다.